# Titularbistum Horrea Coelia
Horrea Coelia (italienisch Orreacelia) ist ein ehemaliges Bistum der römisch-katholischen Kirche, das auf die antike Stadt Horrea Caelia in der römischen Provinz Byzacena bzw. Africa proconsularis zurückgeht, das heutige Hergla in Tunesien. Horrea Coelia ist heute ein Titularbistum.
| Titularbischöfe von Horrea Coelia |                                 |                                                                    |                  |                  |
| Nr.                               | Name                            | Amt                                                                | von              | bis              |
| 1                                 | James Hagan CSSp                | emeritierter Bischof von Makurdi (Nigeria)                         | 29. März 1966    | 7. Dezember 1970 |
| 2                                 | Ambroise Uma Arakayo Amabe      | Koadjutorbischof von Isiro-Niangara (Demokratische Republik Kongo) | 6. Mai 1972      | 19. Februar 1976 |
| 3                                 | Belarmino Correa Yepes MXY      | Apostolischer Vikar von San José del Guaviare (Kolumbien)          | 19. Januar 1989  | 29. Oktober 1999 |
| 4                                 | John Joseph Kaising             | Weihbischof des US-amerikanischen Militärordinariat (USA)          | 21. Februar 2000 | 13. Januar 2007  |
| 5                                 | Luis Armando Tineo Rivera       | Weihbischof in Caracas, Santiago de Venezuela (Venezuela)          | 9. Februar 2007  | 23. Juli 2013    |
| 6                                 | Eugeniusz Popowicz              | Weihbischof in Przemyśl-Warschau (Polen)                           | 4. November 2013 | 7. November 2015 |
| 7                                 | Duncan Theodore Tsoke           | Weihbischof in Johannesburg (Südafrika)                            | 6. Februar 2016  | 3. März 2021     |
| 8                                 | Thomas Ifeanyichukwu Obiatuegwu | Weihbischof in Orlu (Nigeria)                                      | 5. Januar 2024   |                  |